# Cryptodiaporthe salicina
Cryptodiaporthe salicina är en svampart som beskrevs av Wehm. 1933. Cryptodiaporthe salicina ingår i släktet Cryptodiaporthe och familjen Gnomoniaceae.   Inga underarter finns listade i Catalogue of Life.